# Platypalpus verralli
Platypalpus verralli är en tvåvingeart som först beskrevs av Collin 1926.  Platypalpus verralli ingår i släktet Platypalpus och familjen puckeldansflugor. Arten är reproducerande i Sverige. Inga underarter finns listade i Catalogue of Life.